# Pyrearinus termitilluminans
Pyrearinus termitilluminans is een keversoort uit de familie kniptorren (Elateridae). De wetenschappelijke naam van de soort is voor het eerst geldig gepubliceerd in 1982 door Cleide Costa.
De soort werd ontdekt in het Nationaal park Emas in de Braziliaanse deelstaat Goiás. Ze leeft in verlaten termietenheuvels. De vrouwtjes leggen hun eitjes onderaan een termietenheuvel. Wanneer de larven uitkomen klimmen ze omhoog en verblijven in ondiepe galerijen die ze in de heuvel graven. Ze gloeien 's nachts helgroen op dankzij bioluminescentie; dit trekt hun prooien aan, zoals vlinders en gevleugelde termieten of mieren. De larven sluiten hun galerij af alvorens te verpoppen.
Het fenomeen van de "lichtgevende termietenheuvels" werd reeds in 1850 beschreven door de Franse natuuronderzoeker Francis de Laporte de Castelnau. De wetenschappelijke naam "termitilluminans" betekent zoveel als "termietennest-verlichtend".